# Efedrină
Efedrina este un medicament folosit pentru prevenirea hipotensiunii arteriale în timpul anesteziei spinale, dar are și efect supresor ale apetitului și de decongestionant nazal. În trecut, a fost utilizată pentru tratarea astmului bronșic, narcolepsiei și a obezității. Metodele de administrare includ injecția intramusculară, intravenoasă sau subcutanată. Efectul cel mai rapid este în cazul administrării intravenoase, în timp prin injecția intramusculară efectul întârzie 20 de minute.
Printre efectele secundare ale consumului de efedrină se numără: probleme de somn, anxietate, dureri de cap, halucinații, hipertensiune arterială, tahicardie, pierderea apetitului și inabilitatea de a urina. Nu este recomandat consumul ei în timpul alăptării.
Din punct de vedere chimic, efedrina este foarte asemănătoare amfetaminelor, fiind chiar și un precursor în cadrul sintezei de metamfetamină. Denumirea ei provine de la numele plantelor din genul Ephedra. Modul de acțiune al efedrinei este prin stimularea receptorilor adrenergici α și β.